# Route nationale 27 (Burkina Faso)
Pour les articles homonymes, voir Route nationale 27.
La route nationale 27 (N 27) est une route du Burkina Faso allant du village de Yéguéresso (près de Bobo-Dioulasso) à Diébougou, reliant la région des Hauts-Bassins à celle du Sud-Ouest. Sa longueur est de 119 km.

## Tracé
- Yéguéresso (à 5 km à l'est de Bobo-Dioulasso par la section à péage de la route nationale 1 vers Ouagadougou)
  - Tondogosso
  - Baré
- Soumousso
  - Klesso (intersection avec la principale route vers Karangasso-Vigué au sud-est)
  - Kourémaganfaso (intersection avec la route secondaire vers Karangasso-Vigué au sud)
  - Kpankatioro
  - Dan
  - Diarkadougou
  - frontière interrégionale, entre les provinces du Houet (région des Hauts-Bassins) et de la Bougouriba (région du Sud-Ouest).
- Bondigui
  - Nicéo
  - Milkpo
  - Bamako
  - Loto
- Diébougou (sur la route nationale 12 vers l'aérodrome de Diébougou au sud de la ville)